# Stiphodon atropurpureus
Stiphodon atropurpureus är en fiskart som först beskrevs av Herre 1927.  Stiphodon atropurpureus ingår i släktet Stiphodon och familjen smörbultsfiskar. Inga underarter finns listade i Catalogue of Life.